# Cassia aldabrensis
Espèce
Synonymes
- Cassia mimosoides sensu Baker[1]

Statut de conservation UICN

 VU D2 : Vulnérable
Cassia aldabrensis est une espèce de plantes à fleurs de la famille des Fabaceae.

## Publication originale
- Journal of Botany, British and Foreign 54(Suppl. 2): 12. 1916.